# Callimedusa
Callimedusa is een geslacht van kikkers uit de familie Phyllomedusidae.
De groep behoorde lange tijd tot de boomkikkers en werd voor het eerst wetenschappelijk beschreven door William Edward Duellman, Angela B. Marion en Stephen Blair Hedges in 2016. De geslachtsnaam Callimedusa is een eerbetoon aan de Braziliaanse herpetoloog Carlos Alberto Gonçalves da Cruz (1944).
Er zijn zes soorten die voorkomen in delen van Zuid-Amerika.

## Soorten
- Callimedusa atelopoides
- Callimedusa baltea
- Callimedusa duellmani
- Callimedusa ecuatoriana
- Callimedusa perinesos
- Callimedusa tomopterna

Agalychnis · 
Callimedusa · 
Cruziohyla · 
Hylomantis · 
Phasmahyla · 
Phrynomedusa · 
Phyllomedusa · 
Pithecopus